# Rainbows (Raphael Gualazzi)
Rainbows è un EP di Raphael Gualazzi, pubblicato il 29 ottobre 2013.

## Tracce
1. Rainbows
2. Il mare – cover di La mer di Charles Trenet
3. Svalutation – cover di Svalutation di Adriano Celentano
4. Legba